# Tribu Sabatina
La tribu Sabatina (en latin classique : Sābātīna) est l'une des trente-et-une tribus rustiques de la Rome antique.
D'après Tite-Live, elle aurait été créée en 387 AUB.
D'après Festus, elle tirait son nom du lac Sabate (lacus Sabate), l'actuel lac de Bracciano.